# Rimae Kopff
Rimae Kopff – grupa rowów  na powierzchni Księżyca o średnicy około 41 km. Znajduje się na obszarze Mare Orientale na współrzędnych selenograficznych ☾ 17,4°S 89,6°W/-17,400000 -89,600000. Nazwa tego systemu kanałów została nadana w 1985 roku przez Międzynarodową Unię Astronomiczną i pochodzi od pobliskiego krateru Kopff.